# Sechrist Peak
Der Sechrist Peak ist ein 1350 m hoher Nebengipfel des Mount-Murphy-Massivs im westantarktischen Marie-Byrd-Land. Er ragt aus dem südwestlichen Grat des Massivs auf.
Der United States Geological Survey kartierte ihn anhand eigener Vermessungen und Luftaufnahmen der United States Navy aus den Jahren von 1959 bis 1966. Das Advisory Committee on Antarctic Names benannte ihn 1976 nach Frank S. Sechrist, US-amerikanischer Austauschwissenschaftler auf der sowjetischen Molodjoschnaja-Station im Jahr 1975.